# Nyodes inferior
Nyodes inferior är en fjärilsart som beskrevs av Emilio Berio 1971. Nyodes inferior ingår i släktet Nyodes och familjen nattflyn. Inga underarter finns listade i Catalogue of Life.